# 13305 Danielang
13305 Danielang è un asteroide della fascia principale. Scoperto nel 1998, presenta un'orbita caratterizzata da un semiasse maggiore pari a 2,4133341 UA e da un'eccentricità di 0,0851339, inclinata di 4,91669° rispetto all'eclittica.